# Her Best Move
Her Best Move is een film uit 2007 onder regie van Norm Hunter. De film won verschillende prijzen op het Rhode Island International Film Festival.

## Verhaal
De 15-jarige Sara Davis is een aanstormend talent in voetbal die een kans heeft een speelster te worden van het U.S. National Team. Echter, dit is ingewikkeld, gezien het feit dat haar leven sowieso al druk en instabiel is. Zo heeft ze al moeite rond te komen op de middelbare school, wat deze unieke aanbieding enkel moeilijker maakt. Daarnaast krijgt ze een ingewikkelde relatie met Josh, de verlegen fotograaf van de schoolkrant.

## Rolverdeling
- Leah Pipes - Sara Davis
- Scott Patterson - Gil Davis
- Lisa Darr - Julia
- Drew Tyler Bell - Josh
- Lalaine - Tutti
- Daryl Sabara - Doogie